# Norwegischer Fußballpokal der Männer 1939
Der norwegische Fußballpokal 1939 (kurz auch NM-Cup 1939 genannt) war die 38. Austragung des Fußballpokalwettbewerbs der Männer. Pokalsieger wurde der Sarpsborg FK. Das Team setzte sich im Finale gegen Skeid Oslo durch.
Die acht Mannschaften die an den Play-offs der Norgesserien 1938/39 teilnahmen, stiegen je nach Abschneiden erst in der zweiten, dritten oder vierten Runde ein.

## Kalender
| Runde         | Datum              | Spiele | Vereine  | Neueinstiege |
| ------------- | ------------------ | ------ | -------- | ------------ |
| 1. Runde      | 11. Juni 1939      | 48     | 104 → 56 | 96           |
| 2. Runde      | 25. Juni 1939      | 26     | 56 → 30  | 4            |
| 3. Runde      | 2. Juli 1939       | 14     | 30 → 16  | 2            |
| 4. Runde      | 20. August 1939    | 8      | 16 → 8   | 2            |
| Viertelfinale | 10. September 1939 | 4      | 8 → 4    | –            |
| Halbfinale    | 24. September 1939 | 2      | 4 → 2    | –            |
| Finale        | 15. Oktober 1939   | 1      | 2 → 1    | –            |

## 1. Runde
Acht Freilose für die Viertelfinalisten der Norgesserien 1938/39: Fredrikstad FK, Skeid Oslo, SK Hardy, Rosenborg Trondheim, Hamar IL, Kristiansund FK, FK Ørn und Stavanger IF.
| Datum      |                       | Ergebnis  |                       |
| ---------- | --------------------- | --------- | --------------------- |
| 11.06.1939 | Aalesunds FK          | 8:0       | IL Nordlandet         |
|            | Ålgård FK             | 4:0       | Egersunds IK          |
|            | Årstad IL             | 0:6       | SK Vard Haugesund     |
|            | IF Borg               | 1:2       | Selbak TIF            |
|            | IL Braatt             | 1:1 n. V. | SK Rollon             |
|            | SK Brage              | 3:1       | Orkanger IF           |
|            | Briskebyen FL         | 1:0       | Lisleby FK            |
|            | SK Djerv              | 4:0       | SK Ulf                |
|            | SK Djerv 1919         | 4:3 n. V. | Brann Bergen          |
|            | Eidsvold IF           | 3:0       | Askim FK              |
|            | Fram Larvik           | 1:2       | Skotfoss TIF          |
|            | SK Freidig            | 0:4       | Ranheim IL            |
|            | Geithus IL            | 4:2 n. V. | Berger IL             |
|            | SK Gjøa               | 5:0       | Gresvik IF            |
|            | FK Lyn                | 9:2       | Elverum FK            |
|            | IK Grane Arendal      | 1:3       | Larvik Turn           |
|            | Greåker IF            | 1:2       | Lillestrøm SK         |
|            | Holmestrand IF        | 0:6       | Frigg Oslo FK         |
|            | SK Jarl               | 4:1       | IL Brodd              |
|            | Kapp IF               | 4:2       | Vålerenga Oslo        |
|            | Kvik Halden FK        | 2:5       | Kjelsås IL            |
|            | IF Liv                | 1:4       | Storms BK             |
|            | SFK Lyn Oslo          | 8:0       | Kløfta IL             |
|            | Mjøndalen IF          | 5:0       | FBK Voss              |
|            | Moss FK               | 2:0       | Haga IF               |
|            | SK Nationalkameratene | 3:1       | IL Sverre             |
|            | Neset FK              | 2:1       | FK Kvik Trondheim     |
|            | Nydalens SK           | 1:3       | Gleng FK              |
|            | SK Pallas             | 4:0       | IL Fjell-Kameratene   |
|            | Raufoss IL            | 0:2       | SBK Drafn             |
|            | Sandefjord BK         | 1:1 n. V. | Kongsberg IF          |
|            | Sarpsborg FK          | 6:0       | Eiker SBK             |
|            | Skiens BK             | 1:3       | Flekkefjord FK        |
|            | IF Skiens-Grane       | 6:0       | IF Fjell Arendal      |
|            | SBK Skiold            | 3:1 n. V. | Vardal IF             |
|            | Skreia IL             | 00:13     | Jevnaker IF           |
|            | SK Snøgg              | 2:1       | Urædd FK              |
|            | Start Kristiansand    | 1:4       | Odds BK               |
|            | SK Strong             | 2:1       | Tistedalen TIF        |
|            | Strømsgodset IF       | 1:0       | FK Donn               |
|            | Torp IF               | 5:1       | Roy IL                |
|            | SK Træff              | 0:1       | Clausenengen FK       |
|            | Tønsbergs TF          | 3:2       | Lynild FK             |
|            | Veblungsnes FK        | 1:3       | FK Fremad Lillehammer |
|            | Verdal IL             | 2:4       | Steinkjer FK          |
|            | FK Vigør              | 3:0       | Solberg SK            |
|            | Vikersund IF          | 4:2       | IF Pors               |
|            | Viking Stavanger      | 3:0       | SK Viggo              |

### Wiederholungsspiele
| Datum      |              | Ergebnis |               |
| ---------- | ------------ | -------- | ------------- |
| 18.06.1939 | Kongsberg IF | 10:00    | Sandefjord BK |
|            | SK Rollon    | 6:1      | IL Braatt     |

## 2. Runde
Vier Freilose für die Halbfinalisten der Norgesserien 1938/39: Fredrikstad FK, Skeid Oslo, SK Hardy und Rosenborg Trondheim
| Datum      |                       | Ergebnis  |                       |
| ---------- | --------------------- | --------- | --------------------- |
| 25.06.1939 | Clausenengen FK       | 4:0       | SK Nationalkameratene |
|            | SBK Drafn             | 4:1       | Vikersund IF          |
|            | Eidsvold IF           | 0:5       | Sarpsborg FK          |
|            | Flekkefjord FK        | 1:2       | Ålgård FK             |
|            | FK Fremad Lillehammer | 1:3 n. V. | SK Gjøa               |
|            | Frigg Oslo FK         | 9:0       | Kapp IF               |
|            | FK Lyn                | 3:0       | Aalesunds FK          |
|            | Gleng FK              | 4:1       | SBK Skiold            |
|            | Hamar IL              | 4:0       | SK Strong             |
|            | Jevnaker IF           | 3:5       | SK Djerv              |
|            | Kjelsås IL            | 0:1       | Torp IF               |
|            | Kongsberg IF          | 0:2       | SFK Lyn Oslo          |
|            | Larvik Turn           | 2:3       | Moss FK               |
|            | Lillestrøm SK         | 1:1 n. V. | Briskebyen FL         |
|            | Odds BK               | 3:1       | Geithus IL            |
|            | Ranheim IL            | 2:3 n. V. | Kristiansund FK       |
|            | SK Rollon             | 3:3 n. V. | SK Brage              |
|            | Selbak TIF            | 2:4       | Tønsbergs TF          |
|            | Skotfoss TIF          | 0:4       | Mjøndalen IF          |
|            | Stavanger IF          | 5:1       | SK Pallas             |
|            | Steinkjer FK          | 3:1       | Neset FK              |
|            | Storms BK             | 4:1       | Strømsgodset IF       |
|            | SK Vard Haugesund     | 1:2       | SK Jarl               |
|            | FK Vigør              | 2:0       | IF Skiens-Grane       |
|            | Viking Stavanger      | 8:0       | SK Djerv 1919         |
|            | FK Ørn                | 3:2       | SK Snøgg              |

### Wiederholungsspiele
| Datum      |               | Ergebnis |               |
| ---------- | ------------- | -------- | ------------- |
| 02.07.1939 | SK Brage      | 5:2      | SK Rollon     |
|            | Briskebyen FL | 0:3      | Lillestrøm SK |

## 3. Runde
Zwei Freilose für die Finalisten der Norgesserien 1938/39: Fredrikstad FK und Skeid Oslo.
| Datum      |                     | Ergebnis  |                  |
| ---------- | ------------------- | --------- | ---------------- |
| 02.07.1939 | Ålgård FK           | 3:0       | Storms BK        |
|            | SK Djerv            | 1:4       | Viking Stavanger |
|            | SK Jarl             | 3:2 n. V. | Stavanger IF     |
|            | Kristiansund FK     | 4:2       | Steinkjer FK     |
|            | SFK Lyn Oslo        | 7:1       | FK Vigør         |
|            | Mjøndalen IF        | 6:1       | Gleng FK         |
|            | Moss FK             | 5:1       | FK Lyn           |
|            | Sarpsborg FK        | 1:0       | Frigg Oslo FK    |
|            | Tønsbergs TF        | 1:4       | SBK Drafn        |
|            | Rosenborg Trondheim | 0:3       | Odds BK          |
|            | Torp IF             | 2:1       | FK Ørn           |
| 09.07.1939 | SK Brage            | 3:2       | Hamar IL         |
|            | Lillestrøm SK       | 6:1       | Clausenengen FK  |
| 06.08.1939 | SK Gjøa             | 4:2       | SK Hardy         |

## 4. Runde
| Datum      |                  | Ergebnis |                |
| ---------- | ---------------- | -------- | -------------- |
| 20.08.1939 | SBK Drafn        | 6:3      | Ålgård FK      |
|            | SK Brage         | 0:5      | SFK Lyn Oslo   |
|            | Kristiansund FK  | 1:2      | Fredrikstad FK |
|            | Odds BK          | 1:2      | SK Gjøa        |
|            | Sarpsborg FK     | 5:0      | SK Jarl        |
|            | Moss FK          | 4:1      | Lillestrøm SK  |
|            | Viking Stavanger | 1:3      | Mjøndalen IF   |
|            | Skeid Oslo       | 7:2      | Torp IF        |

## Viertelfinale
| Datum      |              | Ergebnis  |                |
| ---------- | ------------ | --------- | -------------- |
| 10.09.1939 | Moss FK      | 0:1       | SBK Drafn      |
|            | SFK Lyn Oslo | 1:2 n. V. | Fredrikstad FK |
|            | SK Gjøa      | 0:2       | Skeid Oslo     |
|            | Mjøndalen IF | 1:4       | Sarpsborg FK   |

## Halbfinale
| Datum      |                | Ergebnis  |              |
| ---------- | -------------- | --------- | ------------ |
| 24.09.1939 | SBK Drafn      | 2:3 n. V. | Skeid Oslo   |
|            | Fredrikstad FK | 3:4       | Sarpsborg FK |

## Finale
| Sarpsborg FK                                      | Sarpsborg FK | Skeid Oslo | Skeid Oslo |
| ------------------------------------------------- | --- | --- | ---------- |
| Sarpsborg FK                                      | \| Finale \| \| 15. Oktober 1939 in Tønsberg (Tønsberg Gressbane) \| \| Ergebnis: 2:1 (1:1) \| \| Zuschauer: 8.000 \| \| Schiedsrichter: Gullik Hagajore \| \| Spielbericht \|  | \| Finale \| \| 15. Oktober 1939 in Tønsberg (Tønsberg Gressbane) \| \| Ergebnis: 2:1 (1:1) \| \| Zuschauer: 8.000 \| \| Schiedsrichter: Gullik Hagajore \| \| Spielbericht \| | Skeid Oslo |
| Sarpsborg FK                                      | Rolf Bakke Olsen – Finn Moen, Olaf Johansen – Arne Klausen, Arve Strand, Hjalmar Andresen – Arne Eriksen, Johnny Hauge, Olav Navestad, Harry Yven, Einar Fredriksen, Tøger Torp | | Skeid Oslo |
| Sarpsborg FK                                      | 1:1 Harry Yven (30.) 2:1 Olav Navestad (88.) | 0:1 Brede Borgen (24.) | Skeid Oslo |
| Finale                                            | | |            |
| 15. Oktober 1939 in Tønsberg (Tønsberg Gressbane) | | |            |
| Ergebnis: 2:1 (1:1)                               | | |            |
| Zuschauer: 8.000                                  | | |            |
| Schiedsrichter: Gullik Hagajore                   | | |            |
| Spielbericht                                      | | |            |